# キンバリー・スチュワード
キンバリー・スチュワード（Kimberly Steward）は、アメリカ合衆国の映画プロデューサーである。

## 人物
2016年の『マンチェスター・バイ・ザ・シー』でプロデューサーの1人を務めたことによりアカデミー作品賞にノミネートされた。
父親は
ワールド・ワイド・テクノロジーの創設者である実業家のデヴィッド・スチュワードである。

## 主なフィルモグラフィ
- Through a Lens Darkly: Black Photographers and the Emergence of a People (2014) ドキュメンタリー、製作総指揮
- マンチェスター・バイ・ザ・シー Manchester by the Sea (2016) 製作
- The True Adventures of Wolfboy (2018) 製作